# Melniške piramide
Melniške piramide (bolgarsko Мелнишки пирамиди) so skalne tvorbe, znane kot peščeni stolpi, ki so v vznožju gorske skupine Pirin v jugozahodni Bolgariji. Obsegajo območje 17 km2 v bližini mesta Melnik, okraj Blagoevgrad. Te piramide višine do 100 m so iz peščenjaka v obliki, podobni velikanskim gobam, starodavnim stolpom in obeliskom. Nastale so predvsem zaradi erozije padavin in obrabe podlage. Melniške piramide so geološki pojav svetovnega pomena in so bile leta 1960 razglašene za naravno znamenitost. So bogate z rastlinstvom in živalstvom, ki je močno pod vplivom mediteranskega podnebja. So turistična destinacija zaradi naravnega okolja območja, kulturnih znamenitosti Melnika in samostana Rožen.

## Lega
Melniške piramide so na jugozahodnem vznožju gorske verige Pirin, obrnjene proti dolini Sandansko-Petrič na nadmorski višini med 350 in 850 m. So del doline reke Melniške, levega pritoka reke Struma. Upravno so na ozemlju najmanjšega bolgarskega mesta Melnik ter vasi Karlanovo, Rožen in Gorna Sušica, vse v občini Sandanski, okraj Blagoevgrad. Skalne tvorbe so približno 180 km južno od glavnega mesta Sofije in 65 km južno od regionalnega središča Blagoevgrada.

## Geologija in nastanek
Geološko so zemeljske piramide del Sandanskega ali tektonskega jarka Strume, ki so jih zgradili neogenski nanosi, ki mejijo na starejše kamnine Pirinskega horsta. Spadajo med Melniški prelom, ki loči konglomeratne formacije Kalimanci od peščenjaka Sandanskega formacije. Melniške piramide ležijo nad predkambrijskimi metamorfnimi kamninami in paleozojskimi graniti. Sandanska formacija vključuje približno 830 in 1550 m globoke sive in bele peščenjake, aleurolite in konglomerate, ki so nastali med miocenom pred 11 do 7 milijoni let. Formacija Kalimanci je razdeljena na spodnjo plast, v kateri prevladuje peščenjak in zgornjo, v kateri prevladuje konglomerat s skupno globino 600 m, ki je nastala pred 6 do 2 milijoni let. V njeni zgornji plasti so ostanki pozne miocenske favne, na primer starodavni konji vrste Hipparion mathewi in slonom podobni sesalci Anancus arvernensis.
Piramide sestavljajo sedimentne kamnine iz neogena in kvartarnega obdobja. Sedimenti so bili odloženi pred 5 do 3 milijoni let, ko je bila dolina, obkrožena z gorskimi verigami Pirin, Belasica, Ogražden in Maleševo. Spodnja plast neogena je globoka več kot 100 m, sestavljena pa je iz rahlo sprijetih sivo-rumenkastih peskov in gramozov, sestavljenih večinoma iz kremenčevih zrn in glinenih slojev. 100 m globoka kvartarna plast zgoraj tvori večino piramid in je sestavljena iz rahlo spijete ali nesprijete rjastega in rdečkastega konglomerata. Ta barva je posledica železovih hidroksidov, ki nastanejo pri razpadanju mineralov.
Osnovni dejavniki za nastanek Melniških piramid so ustrezne sedimentne kamnine in erozija zaradi padavin in obrabe podlage reke Melniške in njenih pritokov ter manjše abrazije vetra. V rahlo sprijet peščenjak in konglomerat zlahka prodrejo dežne kaplje ali ju izperejo reke, še posebej v obdobju taljenja snega v Pirinu. Po drugi strani se gline v zgornjih plasteh strdijo zaradi večkratnega vlaženja in gretja na soncu in tvorijo plast debeline 1–2 cm, ki znatno odloži odplake. Obstajajo tudi procesi sekundarnega oblikovanja piramid.

## Opis
Kombinacija lahkega neogenskega peščenjaka in rdečih kvartarnih konglomeratov ustvarja ne samo prijetno rumenkasto in rdečkasto barvno paleto, temveč določa tudi izjemno raznolike oblike piramid. Oblikovane so v najrazličnejših oblikah, podobne piramidam, stožcem, orjaškim gobam, starodavnim stolpom in obeliskom. Pokrajina vključuje tako globoke rečne doline na dnu in prostrane travnike na najvišjih delih. Melniške piramide dosežejo višino do 100 m blizu Karlanovega, kjer so najstarejše neogene tvorbe. Južno od Rožena so peščeni dimniki, okronani s skalnimi ploščami. V bližini Melnika tvorijo izrazito ozadje mesta.

## Okolje
Območje Melniških piramid je poraščeno z bujno vegetacijo na katero močno vpliva mediteransko podnebje. Obstajajo raznoliki habitati. Večina rastišča je pašnik, v njem pa so tudi listnati gozdovi iz puhastega hrasta (Quercus pubescens), panonskega hrasta (Quercus frainetto), hrasta cera (Quercus cerris) in kraškega gabra (Carpinus orientalis). Slednji je prevladujoča vrsta, ki pogosto tvori gozdove v povezavi s sredozemskim grmičevjem, kot je drečeplodni brin (Juniperus oxycedrus). Obstajajo tudi majhni gozdovi hrasta prnarja (Quercus coccifera), pa tudi vedno zeleni grmičasti habitat zelenike Phillyrea latifolia.
V Melniških piramidah je bilo ugotovljenih približno 113 vrst ptic, zato so bile razglašene za območje ornitološkega pomena. Obstaja pet vrst visoke vrednosti ohranjanja za sredozemski biom, katerih območje razširjenosti v Evropi je omejeno na njegove jugovzhodne ali južne dele – črnoglavi strnad, sredozemski kupčar (Oenanthe melanoleuca), vrtnik (Hippolais olivetorum), taščična penica (Sylvia cantillans) in žametna penica (Curruca melanocephala). Skalne tvorbe gostijo najpomembnejše populacije laškega škrjanca (Melanocorypha calandra) v Bolgariji in Evropski uniji ter vzdržujejo populacije državnega pomena sršenarja, rjaste kanje, kratkoprstega škrjanca (Calandrella brachydactyla), hribskega škrjanca (Lullula arborea), pisane penice (Sylvia nisoria), rjavega srakoperja in slegurja. Uporaba tradicionalnih načinov gojenja vinske trte ustvarja ugodne pogoje za vrste, kot sta vrtni strnad (Emberiza hortulana) in rjava cipa (Anthus campestris).
Melniške piramide so bile leta 1960 razglašene za naravno znamenitost s skupno razširitvijo zavarovanega območja 1165,6 hektarja ali 11.656 km2.

## Turizem
Melniške piramide so celoletna turistična destinacija. Dostopne so preko ceste I-1, ki je del evropske poti E79, po dolini reke Struma, ki povezuje glavno mesto Sofijo in Kulato na meji z Grčijo. 13 km dolga cesta tretjega razreda III-109 povezuje Melnik s cesto I-1 pri vasi Novo Delčevo. Na odseku med mejo in Novim Delčevim je dokončana avtocesta Struma, ki bo potekala vzporedno s prvovrstno cesto. 
Naselje Melnik je, razen samih krajevnih oblik, označeno za arhitekturni rezervat in spada med 100 turističnih krajev Bolgarije z dobro ohranjenimi nacionalnimi hišami, več cerkvami in razvalinami srednjeveške trdnjave. Kraj je tudi središče proizvodnje rdečega vina s številnimi kletmi, izkopanimi v peščenjakih in vinogradih. Samostan Rožen, ki je bil največji v regiji, je bil ustanovljen v začetku 13. stoletja v času drugega bolgarskega cesarstva in je ugnezden med piramidi nekaj kilometrov severovzhodno od Melnika. Poleg samostana stoji cerkev svetih Cirila in Metoda grobnica bolgarske revolucionarke Jane Sandanski.